# Hrabstwo Grafton
Hrabstwo Grafton (ang. Grafton County) – hrabstwo w stanie New Hampshire w Stanach Zjednoczonych. Obszar całkowity hrabstwa obejmuje powierzchnię 1750,08 mil² (4532,69 km²). Według szacunków United States Census Bureau w roku 2009 miało 89 118 mieszkańców.
Hrabstwo powstało w 1769 roku.

## Miasta
- Alexandria
- Ashland
- Bath
- Benton
- Bethlehem
- Bridgewater
- Bristol
- Campton
- Canaan
- Dorchester
- Easton
- Ellsworth
- Enfield
- Franconia
- Groton
- Hanover
- Haverhill
- Hebron
- Holderness
- Landaff
- Lincoln
- Lisbon
- Littleton
- Lebanon
- Lyman
- Lyme
- Monroe
- Orange
- Orford
- Piermont
- Plymouth
- Rumney
- Sugar Hill
- Thornton
- Warren
- Waterville Valley
- Wentworth
- Woodstock

## CDP
- Ashland
- Bethlehem
- Bristol
- Canaan
- Enfield
- Hanover
- Lincoln
- Lisbon
- Littleton
- Mountain Lakes
- North Haverhill
- North Woodstock
- Plymouth
- Woodsville[4]

| Populacja hrabstwa w poprzednich latach | Populacja hrabstwa w poprzednich latach |
| Rok                                     | Liczba ludności                         |
| --------------------------------------- | --------------------------------------- |
| 1980                                    | 65 731                                  |
| 1990                                    | 74 929                                  |
| 2000                                    | 81 743                                  |
| 2005                                    | 84 708                                  |